# Кідон Роман Анатолійович
Рома́н Анато́лійович Кідон — солдат Збройних сил України, 79-а аеромобільна бригада.

## Життєпис
Резервіст із Миколаївщини. Під Сніжним його бригада потрапила в засідку. Куля снайпера роздробила хлопцеві коліно. Українських вояків обстрілювали з трьох напрямків, однак вони з вертольотів висадилися та почали відстрілюватися. Бій тривав 2,5 години, допомога прибула на вертольотах, Романа відвезли повітрям до шпиталю. Більш як місяць лікувався в Одесі, Південний військово-медичний центр, складна операція ноги.

## Нагороди
26 липня 2014 року — за особисту мужність і героїзм, виявлені у захисті державного суверенітету та територіальної цілісності України, вірність військовій присязі під час російсько-української війни, відзначений — нагороджений орденом «За мужність» III ступеня.